# UR Browser
UR Browser est navigateur web créé par AdaptiveBee, une start-up franco-roumaine. Il a été créé à partir du code source de Chromium.